# Kalundre
Kalundre è una suddivisione dell'India, classificata come census town, di 7.581 abitanti, situata nel distretto di Raigad, nello stato federato del Maharashtra. In base al numero di abitanti la città rientra nella classe V (da 5.000 a 9.999 persone).

## Geografia fisica
La città è situata a 18° 58' 60 N e 73° 7' 60 E e ha un'altitudine di 10 m s.l.m..

## Società

### Evoluzione demografica
Al censimento del 2001 la popolazione di Kalundre assommava a 7.581 persone, delle quali 3.941 maschi e 3.640 femmine. I bambini di età inferiore o uguale ai sei anni assommavano a 1.052, dei quali 552 maschi e 500 femmine. Infine, coloro che erano in grado di saper almeno leggere e scrivere erano 6.034, dei quali 3.263 maschi e 2.771 femmine.